# Сесар Арсо
Сесар Арсо Ампоста (ісп. César Arzo Amposta / кат. César Arzo Amposta; нар. 21 січня 1986, Вілярреаль, Іспанія) — іспанський футболіст, центральний захисник.

## Клубна кар'єра
Народився в місті Вілярреаль, область Валенсія. Вихованець «Вільярреала», у футболці першої команди якої дебютував 23 березня 2003 року в поєдинку проти «Реал Сосьєдада». Проте закріпитися в стартовій 11-ці першої команди клубу йому так і не вдалося.
У сезоні 2006/07 років разом з одноклубниками Хав’єром Лопесом Вальєхо та Санті Касорлою відданий в оренду новачку Ла-Ліги «Рекреатіво», а наступного сезону перейшов в оренду до іншого новачка вищого дивізіону іспанського чемпіонату, «Реал Мурсії». Одразу після повернення з оренди менеджер «Вільярреала» Мануель Пеллегріні визнав його непотрібним команді, після чого Сесар вільним агентом приєднався до «Рекреатіво».
Арсо повернувся до «Вільярреала» в липні 2009 року, оскільки клуб зберіг право викупу в Уельви. Однак він був негайно проданий, підписав чотирирічний контракт з «Реал Вальядолідом», разом з колишнім одноклубником по вище вказаному клубу Маркосом. Однак закріпитися в команді не зміг, оскільки його конкурентом був Хуан Роман Рікельме.
Влітку 2011 року, у віці 25 років, Арсо переїхав за кордон, де спочатку представляв бельгійський «Гент». 25 червня 2014 року виїхав Ізраїлю, де підписав контракт на один сезон з «Бейтаром» (Єрусалим). Дебютував за нову команду 13 серпня 2014 року в програному (1:2) поєдинку кубку Тото проти «Хапоеля» (Петах-Тіква). 13 вересня 2014 дебютував у Прем'єр-лізі в матчі першого туру сезону 2014/15 року проти «Хапоеля» (Беер-Шева) (1:1). 1 січня 2015 року вступив у конфлікт з одноклубником Омером Ацилі та з тренером Менахемом Корецьким. У результаті було усунено від тренувань команди. Після цього Сесар Арсо вибачився перед Ацилі та Корецьки, і було вирішено, що до гравця будуть застосовано внутрішні дисциплінарні санкції та повернеться до тренувань. 1 квітня 2015 року отримав травму під час тренувального матчу в приміщенні, розірвав меніск і потребував тривалого періоду відновлення. Наприкінці сезону «Бейтар» вирішив не продовжувати угоду з іспанцем.
26 червня 2015 року Арсо підписав контракт з грецьким АЕКом (Афіни). Першу гру за афінський клуб провів 22 листопада 2015 року в матчі проти «Пантракікоса» (2:1). Період перебування за кордоном перервався 5-місячним перебуванням на батьківщині, в «Реал Сарагосі».
5 липня 2016 року підписав 2-річний контракт з клубом казахстанської Прем'єр-ліги «Кайрат». Встиг зіграти в чемпіонаті 12 поєдинків, відзначився одним голом (принциповому супернику чемпіону «Астані») та допоміг клубу стати срібним призером. У Кубку зіграв у трьох матчах, зіграв й у фіналі проти «Астани» (0:1). Зіграв у двох матчах кваліфікації Ліги Європи із ізраїльським «Маккабі» (1:1, 1:2).
У сезоні 2017 року виграв із клубом Суперкубок Казахстану, взявши реванш у «Астани» (2-0), причому відкрив рахунок у грі. 21 листопада 2017 року за згодою сторін залишив клуб, а наприкінці наступного місяця повернувся на батьківщину, де приєднався до «Хімнастік» (Таррагона).
У жовтні 2018 року отримав травму коліна, після чого завершив кар’єру. Наступного березня приєднався до політичної партії «Громадяни», висунувши свою кандидатуру в Конгрес депутатів.

## Кар'єра в збірній
У 2003 році у футболці юнацької збірної Іспанії U-17 брав участь у чемпіонаті Європи та світу. Через два роки провів три матчі за юнацьку збірну Іспанії (U-19), а 5 червня 2007 року зіграв за одну хвилину молодіжну збірну Іспанії в матчі кваліфікації чемпіонату Європи проти Грузії.

## Статистика виступів

### Клубна
| Клуб                  | Сезон             | Ліга                    | Ліга  | Ліга | Національний кубок | Національний кубок | Кубок ліги | Кубок ліги | Конт. кубок | Конт. кубок | Інші  | Інші | Загалом | Загалом |
| Клуб                  | Сезон             | Дивізіон                | Матчі | Голи | Матчі              | Голи               | Матчі      | Голи       | Матчі       | Голи        | Матчі | Голи | Матчі   | Голи    |
| --------------------- | ----------------- | ----------------------- | ----- | ---- | ------------------ | ------------------ | ---------- | ---------- | ----------- | ----------- | ----- | ---- | ------- | ------- |
| «Вільярреал»          | 2002–03           | Ла-Ліга                 | 2     | 0    | 0                  | 0                  | –          | –          | –           | –           | –     | –    | 2       | 0       |
| «Вільярреал»          | 2003–04           | Ла-Ліга                 | 10    | 0    | 2                  | 0                  | –          | –          | 2           | 0           | –     | –    | 14      | 0       |
| «Вільярреал»          | 2004–05           | Ла-Ліга                 | 15    | 1    | 1                  | 0                  | –          | –          | 10          | 0           | –     | –    | 26      | 1       |
| «Вільярреал»          | 2005–06           | Ла-Ліга                 | 12    | 0    | 2                  | 0                  | –          | –          | 4           | 0           | –     | –    | 18      | 0       |
| «Вільярреал»          | 2006–07           | Ла-Ліга                 | 0     | 0    | 0                  | 0                  | –          | –          | –           | –           | –     | –    | 0       | 0       |
| «Вільярреал»          | 2007–08           | Ла-Ліга                 | 0     | 0    | 0                  | 0                  | –          | –          | –           | –           | –     | –    | 0       | 0       |
| «Вільярреал»          | Загалом           | Загалом                 | 39    | 1    | 5                  | 0                  | -          | -          | 16          | 0           | -     | -    | 60      | 1       |
| «Рекреатіво» (оренда) | 2006–07           | Ла-Ліга                 | 24    | 0    | 2                  | 0                  | –          | –          | –           | –           | –     | –    | 26      | 0       |
| «Мурсія» (оренда)     | 2007–08           | Ла-Ліга                 | 28    | 0    | 0                  | 0                  | –          | –          | –           | –           | –     | –    | 28      | 10      |
| «Рекреатіво»          | 2008–09           | Ла-Ліга                 | 24    | 0    | 1                  | 0                  | –          | –          | –           | –           | –     | –    | 25      | 0       |
| «Вальядолід»          | 2009–10           | Ла-Ліга                 | 22    | 1    | 2                  | 1                  | –          | –          | –           | –           | –     | –    | 24      | 2       |
| «Вальядолід»          | 2010–11           | Сегунда Дивізіон        | 16    | 2    | 3                  | 0                  | –          | –          | –           | –           | –     | –    | 19      | 2       |
| «Вальядолід»          | Загалом           | Загалом                 | 38    | 3    | 5                  | 1                  | -          | -          | -           | -           | -     | -    | 43      | 4       |
| «Гент»                | 2010–11           | Ліга Жупіле             | 14    | 0    | 3                  | 0                  | –          | –          | –           | –           | –     | –    | 17      | 0       |
| «Гент»                | 2011–12           | Ліга Жупіле             | 31    | 2    | 2                  | 0                  | –          | –          | –           | –           | –     | –    | 33      | 2       |
| «Гент»                | 2012–13           | Ліга Жупіле             | 31    | 2    | 3                  | 0                  | –          | –          | 4           | 1           | –     | –    | 38      | 3       |
| «Гент»                | 2013–14           | Ліга Жупіле             | 8     | 0    | 0                  | 0                  | –          | –          | –           | –           | –     | –    | 8       | 0       |
| «Гент»                | Загалом           | Загалом                 | 84    | 4    | 8                  | 0                  | -          | -          | 4           | 1           | -     | -    | 96      | 5       |
| «Сарагоса»            | 2013–14           | Сегунда Дивізіон        | 18    | 2    | 0                  | 0                  | –          | –          | –           | –           | –     | –    | 18      | 2       |
| «Бейтар» (Єрусалим)   | 2014–15           | Прем'єр-ліга Ізраїлю    | 27    | 0    | 1                  | 0                  | 3          | 0          | –           | –           | –     | –    | 31      | 0       |
| АЕК (Афіни)           | 2015–16           | Суперліга Греції        | 23    | 0    | 1                  | 0                  | –          | –          | 0           | 0           | –     | –    | 24      | 0       |
| «Кайрат»              | 2016              | Прем'єр-ліга Казахстану | 12    | 1    | 3                  | 0                  | –          | –          | 1           | 0           | 0     | 0    | 16      | 1       |
| «Кайрат»              | 2017              | Прем'єр-ліга Казахстану | 27    | 1    | 3                  | 0                  | –          | –          | 2           | 0           | 1     | 1    | 33      | 2       |
| «Кайрат»              | Загалом           | Загалом                 | 39    | 2    | 6                  | 0                  | -          | -          | 3           | 0           | 1     | 1    | 49      | 3       |
| «Хімнастік»           | 2017–18           | Сегунда Дивізіон        | 10    | 0    | 0                  | 0                  | –          | –          | –           | –           | –     | –    | 10      | 0       |
| «Хімнастік»           | 2018–19           | Сегунда Дивізіон        | 2     | 0    | 0                  | 0                  | –          | –          | –           | –           | –     | –    | 2       | 0       |
| «Хімнастік»           | Загалом           | Загалом                 | 12    | 0    | 0                  | 0                  | –          | –          | –           | –           | –     | –    | 12      | 0       |
| Усього за кар'єру     | Усього за кар'єру | Усього за кар'єру       | 356   | 12   | 29                 | 1                  | 3          | 0          | 23          | 1           | 1     | 1    | 412     | 15      |

## Досягнення

### Клубні
«Вільярреал»
- Кубок Інтертото
  -  Володар (2): 2003, 2004

АЕК
- Кубок Греції
  -  Володар (1): 2015/16

«Кайрат»
- Кубок Казахстану
  -  Володар (1): 2017

- Суперкубок Казахстану
  -  Володар (1): 2017